# Coenagrion ponticum
Coenagrion ponticum é uma espécie de libelinha da família Coenagrionidae.
Pode ser encontrada nos seguintes países: Azerbaijão, Georgia e Turquia.
Os seus habitats naturais são: rios, lagos de água doce.
Está ameaçada por perda de habitat.